# Husní Mubárak
Muhammad Husní Mubárak (arabsky محمد حسني مبارك‎; 4. května 1928 Kafr el-Meselha – 25. února 2020 Káhira) byl egyptský politik, který byl prezidentem Egypta v letech 1981–2011. V úřadě hlavy státu nahradil zavražděného Anvara as-Sádáta. Dne 11. února 2011 rezignoval po vlně občanských nepokojů na funkci prezidenta a své pravomoci předal Nejvyšší vojenské radě.

## Život
Narodil se 4. května 1928 v Kafr el-Meselha u Káhiry. V roce 1949 ukončil Egyptskou vojenskou akademii a poté vystudoval Akademii vzdušných sil. Po ukončení školy prošel řadou pozic v armádě. Začínal jako stíhací pilot a postupně se stal leteckým instruktorem, velitelem divize a velitelem základny. V roce 1964 byl jmenován velitelem egyptské vojenské mise v Moskvě, v letech 1967 až 1972 byl ředitelem Akademie vzdušných sil, roku 1969 se stal náčelníkem štábu letectva. Vojenskou kariéru ukončil roku 1973 jako vrchní velitel letectva, kterým byl také během Jomkipurské války. Prezident Anvar as-Sádát si jej roku 1975 vybral jako viceprezidenta.

### Prezident
Muhammad Husní Mubárak byl od 14. října 1981 do 11. února 2011 prezidentem Egyptské arabské republiky, kdy byl nucen po masových demonstracích odstoupit z funkce. V roce 1981 se stal také generálním tajemníkem Národní demokratické strany. Do úřadu nastoupil po Anvaru as-Sádátovi, jehož vraždu při vojenské přehlídce zorganizoval Khalid Islambouli. V úřadu prezidenta byl oficiálně potvrzen roku 1987. Prezidentské volby vyhrál i v letech 1993, 1999 a 2005.
Husní Mubárak vládl Egyptu oficiálně jako prezident v parlamentní republice, fakticky byla jeho vláda podřízena jemu a on vytvářel politiku, zejména vojenskou a zahraniční. Opozice byla částečně omezována, protože ji z drtivé většiny tvořila ilegální islamistické a fundamentalistické uskupení Muslimské bratrstvo. V Egyptě je od prvního atentátů na turisty v Dér el-Bahrí v roce 1997 zakázána činnost jakýchkoliv náboženských politických stran a uskupení. Nesouhlas s jeho vládou přerostl na začátku roku 2011 v egyptskou revoluci, pod jejímž nátlakem rezignoval 11. února 2011 na svou funkci prezidenta.

### Období po rezignaci
Za podíl na zabíjení demonstrantů při povstání během arabského jara byl Husnímu Mubárakovi 2. června 2012 káhirským soudem uložen doživotní trest odnětí svobody. Stejný trest dostal také bývalý ministr vnitra Habíb Adlí. Oba muži podle rozsudku nařídili zabíjení demonstrantů, kteří se bouřili proti vládě. Dalších šest Mubárakových spolupracovníků soud naopak zprostil viny. Odvolací soud rozsudek zrušil a v roce 2014 obnovený soudní proces rozhodl, že Husní Mubárak je nevinný.
Dne 19. června 2012 se Mubárakův zdravotní stav prudce zhoršil, prodělal infarkt a cévní mozkovou mrtvici, při níž upadl do kómatu. Po převozu do káhirské vojenské nemocnice, došlo k zástavě jeho srdce. Podle sdělení nemocnice byl Husní Mubárak po neúspěšné kardiopulmonální resuscitaci ve stavu klinické smrti. Zprávu později popřeli Mubárakovi advokáti, podle nich však byl Mubárakův stav kritický.
Husní Mubárak zemřel v Káhiře 25. února 2020.

## Politika
Byl zastáncem „politiky otevřených dveří“, ekonomické liberalizace a arabsko-izraelského usmíření. Egypt se stal díky Mubárakovi jedním z nejbližších spojenců Spojených států amerických na Blízkém východě, v období války v Perském zálivu se Egypt přidal na stranu Spojených států amerických a Kuvajtu. Mubárak byl také zprostředkovatelem jednání mezi Palestinci, Syřany, Libanonci a Izraelem. Proto byl terčem mnoha pokusů o atentát.

### Vnímání Mubáraka a jeho vlády
- Před svým projevem při příležitosti návštěvy Káhiry 4. června 2009 o něm v interview BBC prezident Spojených států amerických Barack Obama mluvil jako o „síle pro stabilitu a dobro“, přičemž řekl, že „v mnoha ohledech byl oddaným stoupencem Spojených států amerických“.[7]
- Human Rights Watch (organizace sledující porušování lidských práv) Mubáraka vnímá jako diktátorského prezidenta vedoucí s vládou „zákopovou válku“, vytýkala mu použití tamního tzv. zákona pro nouzové případy, který umožnil správním orgánům zadržovat jednotlivce bez dalších omezení a soudit je speciálními bezpečnostními soudy, které nedosahovaly standardů pro mezinárodní nestranné soudy, a dále odsoudily stav svobody slova v Egyptě pro politickou opozici a disent.[8]